# Otkrytie
Otkrytie (Открытие) è un film del 1973 diretto da Boris Cyretarovič Chalzanov.

## Trama
Questa storia è raccontata dall'accademico S. Yurišev, direttore dell'Istituto di biochimica applicata. Gli eventi si sviluppano negli anni '20 durante la guerra civile, quando andò come geologo a cercare il rame nelle miniere di carbone del mercante Stasov, e negli anni '70, quando diresse l'istituto. In un certo senso verifica i suoi pensieri e le sue azioni con il suo passato, il romanticismo rivoluzionario degli anni '20. La scoperta di un nuovo elemento chimico era il lavoro della sua vita. Crede di ottenerlo anche quando un'esplosione in laboratorio toglie la vita al suo più caro amico e collega, quando il figlio adottivo adulto, divenuto anche scienziato-chimico, ha sofferto durante gli esperimenti. Crede anche che quando i test in un campo di addestramento militare falliscono di nuovo.